# Гейдук, Адольф
Адольф Гейдук (чеш. Adolf Heyduk; род. 6 июня 1835 г. Рыхмбурк — ум. 6 февраля 1923 г. Писек) — чешский поэт и писатель
.

## Жизнь и творчество
А.Гейдук в 1850 году поступает в Реальное училище Праги, с 1854 года изучает технику и механику в Брно, и позднее — ту же специальность в Праге. В 1859 году он заканчивает своё обучение и получает место преподавателя в пражском Реальном училище. В 1860 он переходит преподавателем черчения и строительства в Высшее реальное училище в Писеке. В 1876 он работает в I пражском Высшем реальном училище и занимает пост председателя в союзе художников Umělecká Beseda. В 1877 он возвращается в Писек и женится. А.Гейдук поддерживал тесные связи со Словакией и словацкой интеллигенцией, среди которой у него было много друзей. Неоднократно посещал Словакию. Был членом литературной группы Майские.
А.Гейдук создал около 60 поэтических сборников, большинство из которых, впрочем, малоизвестны. Типичными для его творчества являются лирические песни, поэтому многие стихотворения Гейдука положены на музыку. В них воспевается природа Южной Чехии и Словакии, любовь к женщине и к детям. Вплоть до смерти обеих дочерей поэта произведения его радостны и оптимистичны, затем — пессимистичны и печальны.

## Сочинения

### Лирика (избранное)
- Стихотворения (Básně)
- Горечь и сердечность (Hořec a srdečník)
- В затишье (V zátiší) (этот и последующий (Увядшие листья) сборники, написанные на смерть его дочери, считаются одними из лучших в творчестве поэта
- Увядшие листья (Zaváté listy)
- На волнах (Na vlnách)
- На чёрный день (Na černé hodince)
- Цимбалы и скрипка (Cimbál a husle) (о прекрасной словацкой природе)
- Лесные цветы (Lesní Kvítí)
- Für Jan Krejčí — За Яна Крейча (Za Janem Krejčím) (в память о чешском геологе Яне Крейче)

### Эпические произведения
- Дровосек (Dřevorubec)
- Завещание деда (Dědův odkaz)
- Птичьи песни (Ptačí motivy)

### Проза (избранное)
- О двух приятелях (O dvou přátelích) (1860)
- Влтава (Vltava)
- Золотая тропинка шумавская (Zlatá stezka šumavská) (1900)